# Sidiki Diabaté
Pour les articles homonymes, voir Diabaté.
Sidiki Diabaté, né le 8 février 1992 à Bamako au Mali, est un chanteur, musicien, compositeur, instrumentaliste, beatmaker, arrangeur musical et producteur malien.

## Biographie
Il est le petit-fils du joueur de kora Sidiki Diabaté, dont il est l’homonyme, et le fils de Toumani Diabaté. Il est également frère de Balla Diabaté.

### Carrière

#### Début
En 2006, alors qu'il n’est âgé que de 14 ans, il enflamme le théâtre de Privas par son jeu de kora lors de sa première sortie au festival Images et Paroles d'Afrique, en Ardèche.
En plus de la kora, il joue d'autres instruments tels que le piano et la guitare. 
Après s'être concentré sur le rap et le hip-hop, il se lance dans l'industrie de la musique grand public. En 2015, il est nommé aux Grammy Awards comme l'avait été son père en 2006 et 2010.

#### Collaborations
Son premier projet, Toumani & Sidiki, est réalisé avec son père Toumani Diabaté en 2014. Il s'agit d'un projet de kora purement acoustique.
Il a par la suite produit et collaboré avec des artistes africains comme Tal B Halala, 0x-B, Black ABG, Iba One ou encore Azaya sur plusieurs projets musicaux. Il est membre du groupe Génération Rap et Respect fondé en 2008,. Il participe en 2015 à l'album Humanz de Gorillaz.
Depuis 2017, il fait également partie avec Matthieu Chedid, Fatoumata Diawara et Toumani Diabaté du groupe Lamomali.
En 2022, il participe à la chanson Dary de Soul Bang's. 

## Affaire judiciaire
Diabaté est arrêté le 21 septembre 2020 par la police malienne. Accusé de violences contre son ex-compagne Mariam Sow, une Guinéo-Malienne, il est placé sous mandat de dépôt à la maison centrale d'arrêt de Bamako le 24 septembre 2020,.
Il est libéré le 29 décembre 2020.

## Discographie

### Album
- 2014 : Toumani & Sidiki avec Toumani Diabaté (World Circuit)[3]
- 2016 : Diabateba Music, vol. 1
- 2017 : Lamomali avec Matthieu Chedid, Toumani Diabaté, Fatoumata Diawara
- 2019 : Béni
- 2024 : Kora Lover
- 2025 : Totem (Lamomali)

### Single
- 2023 : Terminus - Single avec Gazo